# Bruce Schneier
(Bruce Schneier)
Bruce Schneier (New York, 15 gennaio 1963) è un crittografo e saggista statunitense.
Ha scritto diversi libri su sicurezza informatica e crittografia, e ha fondato la Counterpane Internet Security, società divenuta BT Managed Security Solutions dopo essere stata acquisita, nel 2006, dal colosso inglese delle telecomunicazioni BT Group, del cui settore tecnologia e sicurezza Schneier diviene responsabile.
Schneier ha conseguito la laurea in informatica alla American University e un bachelor in fisica all'Università di Rochester. Prima di fondare la Counterpane lavorava al Dipartimento della Difesa degli Stati Uniti, e quindi ai laboratori Bell.

## Testi di crittografia
Il libro di Schneier Crittografia pratica (Applied Cryptography) è famoso come libro di riferimento per la crittografia. Schneier ha progettato, e collaborato alla progettazione, di diversi algoritmi di crittografia a blocchi, tra cui Blowfish, Twofish e MacGuffin, e i generatori di numeri pseudo-casuali crittograficamente sicuri Yarrow e Fortuna. Ha elaborato inoltre un algoritmo, Solitaire, sviluppato per l'uso senza un calcolatore: tale algoritmo veniva chiamato Pontifex in un romanzo di Neal Stephenson intitolato Cryptonomicon.
In seguito, tuttavia, Schneier ha valutato in modo negativo il proprio iniziale successo, considerandolo una visione naif, matematica e da turris eburnea accademica, di ciò che è fondamentalmente un problema di persone. In Crittografia Applicata, afferma che tecnologie e algoritmi implementati in maniera corretta promettono sicurezza e segretezza, e che i protocolli di sicurezza che seguono, senza che il rendimento degli altri abbia alcuna importanza. Schneier ora ritiene che le garanzie matematiche incontrovertibili mancano il proprio obiettivo.
Come viene descritto in Secrets and Lies, un'azienda che usa il protocollo RSA per proteggere i propri dati senza, però, considerare il fatto che le chiavi di crittografia vengono gestite dagli impiegati tramite computer "complessi, instabili," ha conseguito l'obiettivo di proteggere le proprie informazioni. Una soluzione di sicurezza che possa essere valida deve tener in conto non solo la propria tecnologia intrinseca, ma anche le varietà di combinazioni di hardware, software, reti, persone, strutture economiche e aziende possibili. Schneier parla delle persone che provano ad implementare sistemi davvero sicuri nel nuovo libro, scritto in collaborazione con Niels Ferguson, Practical Cryptography.
Schneier scrive in una newsletter mensile liberamente disponibile sul suo sito internet di argomenti informatici e di problematiche di sicurezza Crypto-Gram e sul suo blog. Le sue affermazioni riguardanti l'informatica e i problemi di sicurezza vengono spesso riprese dalla stampa, specialmente quelle che evidenziano difetti nelle implementazioni di sicurezza e di crittografia, non ultimi i problemi di biometrica alle misure di sicurezza aerea adottate dopo gli attentati dell'11 settembre 2001.

## Algoritmi crittografici
Schneier è stato coinvolto nella creazione di numerosi algoritmi di crittografia.
- Funzione di hash:
- Skein

Cifrari a flusso:
- Solitaire
- Phelix
- Helix

Generatori di numeri pseudocasuali:
- Fortuna
- Yarrow algorithm

Cifrari a blocco:
- Blowfish
- Twofish
- Threefish
- MacGuffin

## Punti di vista

### Crittografia
Per Schneier, la revisione dei pari e l'analisi degli esperti sono molto importanti per la sicurezza dei sistemi crittografici. La crittografia matematica in genere non è il punto più debole della catena della sicurezza, la sicurezza effettiva però richiede che la crittografia sia combinata con altre cose.
il termine legge di Scheier è stato coniato da Cory Doctorow nel suo discorso riguardo ai Digital rights management per Microsoft Research, che è incluso nel suo libro del 2008 Content: Selected Essay on Technology, Creativity, Copyright and the Future of the Future. La legge è espressa come:
Egli attribuisce questo principio a Bruce Schneier, presumibilmente facendo riferimento al suo libro Applied Cryptography, nonostante il principio preceda la sua pubblicazione. Nel libro The Codebreakers, David Kahn afferma:
Allo stesso modo, in A  Words On Secret Writing sul Graham's Magazine (Luglio 1841), Edgar Allan Poe afferma:

### Digital Rights Management
Schneier è critico rispetto ai Digital rights management(DRM), e ritiene che essi permettano ai venditori di aumentare il Profit lock-in. Un'implementazione propria di una sicurezza basata sul controllo per l'utente via trusted computing è molto difficile, e la sicurezza non è la stessa cosa del controllo

### Sicurezza interna
Schneier ritiente che i soldi della sicurezza interna andrebbero spesi sull'intelligence, investigazione e risposta d'emergenza.. difendersi dalla minaccia estesa del terrorismo è generalmente meglio che concentrarsi su un potenziale piano terroristico specifico. Secondo Schneier, l'analisi dei dati dell'intelligence è difficile, ma è uno dei mezzi migliori per gestire il terrorismo globale. l'intelligenza umana ha dei vantaggi rispetto all'analisi automatica e computerizzata, inoltre aumentare i dati raccolti dall'intelligence non aiuta a migliorare il processo di analisi. Le agenzie pensate per combattere la guerra fredda, potrebbero avere una cultura che impedisce loro di condividere le informazioni; la pratica della condivisione di informazioni è molto più importante e meno pericolosa per la sicurezza, quando si ha a che fare con un avversario decentralizzato e poco finanziato, come al Qaeda.
Riguardo a PETN - l'esplosivo che è diventato l'arma preferita dei terroristi - Schneier ha scritto che solo i tamponi e i cani possono individuarla. Ritiene che i cambiamenti nella sicurezza aeroportuale in seguito agli attentati dell'11 settembre, siano più dannosi che altro. riguardo all'argomento, ha vinto per 87% contro il 13%, un dibattito online dell'Economist con Kip Hawley, precedente capo dell'amministrazione della sicurezza sui trasporti americana. È largamente accreditato per aver coniato il termine security theater, per descrivere alcuni di questi cambiamenti.
Come membro del Berkman Center for Internet & Society, Schneier sta esplorando un'intersezione di sicurezza, tecnologia e persone, con particolare enfasi sul potere
.

### System Design
Schneier ha criticato l'approccio di sicurezza che prova a prevenire eventuali incursioni maliziose, affermando che, sistemi che falliscano correttamente sono più importanti. Il progettista di un sistema, non dovrebbe sottostimare le capacità di un attaccante; la tecnologia potrebbe rendere possibili in futuro cose che ad oggi non sono possibili Sotto il Principio di Kerckhoffs, la necessità per una o più parti del sistema crittografico di rimanere segrete, aumenta la fragilità del sistema stesso; qualora i dettagli riguardo a un sistema dovessero essere oscurati in dipendenza dalla disponibilità delle persone che possono farne buon uso, contro il potenziale per gli attaccanti di usare l'informazione in maniera maliziosa

### Full Disclosure
Schneier è un sostenitore della full disclosure, ad esempio rendendo pubblici i problemi di sicurezza.

## Altri scritti
Schneier e Karen Cooper sono stati nominati nel 2000 per l'Hugo Award, nella categoria best Related Book, per il loro Minicon 34 Restaurant Guide, un'opera originariamente pubblicata per la convention di Minneapolis Minicon, che ha guadagnato un pubblico internazionale tra i per la sua sagacia e il suo umorismo.

## Nella cultura di massa
Bruce Schneier viene menzionato nel libro Il codice da Vinci. A pagina 199 dell'edizione americana si legge: